# Sunjia
Sunjia (kinesiska: 孙家) är en köping i sydvästra Kina. Den ligger i stadsdistriktet Wanzhou i storstadsområdet Chongqing, omkring 190 kilometer nordost om det centrala stadsdistriktet Yuzhong. Antalet invånare är 9 737. Befolkningen består av 4 882 kvinnor och 4 855 män. Barn under 15 år utgör 22,0 %, vuxna 15-64 år 63 %, och äldre över 65 år 14,0 %.